# Ocypodoidea
Liên họ Cáy còng (danh pháp khoa học: Ocypodoidea) là một liên họ cua, được đặt tên theo chi Ocypode.

## Các họ
Liên họ này chứa khoảng 350 loài, chia thành 58 chi trong 8 họ:
- Camptandriidae Stimpson, 1858 - 23 chi, 41 loài cáy sáu cạnh, cáy bụng đỏ, cáy dẹp.
- Dotillidae Stimpson, 1858 - 10 chi, 65 loài vái trời, cua lính, dã tràng.
- Heloeciidae H. Milne-Edwards, 1852 - 1 chi, 1 loài (Heloecius cordiformis) ở Australia.
- Macrophthalmidae Dana, 1851 - 15 chi, 89 loài.
- Mictyridae Dana, 1851 - 1 chi, 8 loài cua lính, dã tràng.
- Ocypodidae Rafinesque, 1815 - 4 chi, 138 loài cua cát, còng.
- Ucididae Števčić, 2005 - 1 chi, 2 loài.
- Xenophthalmidae Stimpson, 1858 - 3 chi, 5 loài.

## Phát sinh chủng loài
Cây phát sinh chủng loài dưới đây vẽ theo van der Meij & Schubart (2014).

|  | Glyptograpsidae - Grapsoidea |
|  |                              |
|  | Heloeciidae - Ocypodoidea    |
|  |                              |

|  | Pinnotheridae - Pinnotheroidea |
|  |                                |
|  | Ocypodidae - Ocypodoidea       |
|  |                                |

|  | Glyptograpsidae - Grapsoidea |
|  |                              |
|  | Heloeciidae - Ocypodoidea    |
|  |                              |

|  | Pinnotheridae - Pinnotheroidea |
|  |                                |
|  | Ocypodidae - Ocypodoidea       |
|  |                                |

|  | Glyptograpsidae - Grapsoidea |
|  |                              |
|  | Heloeciidae - Ocypodoidea    |
|  |                              |

|  | Pinnotheridae - Pinnotheroidea |
|  |                                |
|  | Ocypodidae - Ocypodoidea       |
|  |                                |

|  | Glyptograpsidae - Grapsoidea |
|  |                              |
|  | Heloeciidae - Ocypodoidea    |
|  |                              |

|  | Pinnotheridae - Pinnotheroidea |
|  |                                |
|  | Ocypodidae - Ocypodoidea       |
|  |                                |

|  | \| \| Macrophthalmidae (Hemiplax) - Ocypodoidea \| \| \| \| \| \| Varunidae (Austrohelice) - Grapsoidea \| \| \| \| |
|  | |
|  | Varunidae - Grapsoidea                                                                                              |
|  | |
|  | Macrophthalmidae (Hemiplax) - Ocypodoidea                                                                           |
|  | |
|  | Varunidae (Austrohelice) - Grapsoidea                                                                               |
|  | |

|  | Macrophthalmidae (Hemiplax) - Ocypodoidea |
|  |                                           |
|  | Varunidae (Austrohelice) - Grapsoidea     |
|  |                                           |

|  | \| \| Macrophthalmidae (Hemiplax) - Ocypodoidea \| \| \| \| \| \| Varunidae (Austrohelice) - Grapsoidea \| \| \| \| |
|  | |
|  | Varunidae - Grapsoidea                                                                                              |
|  | |
|  | Macrophthalmidae (Hemiplax) - Ocypodoidea                                                                           |
|  | |
|  | Varunidae (Austrohelice) - Grapsoidea                                                                               |
|  | |

|  | Macrophthalmidae (Hemiplax) - Ocypodoidea |
|  |                                           |
|  | Varunidae (Austrohelice) - Grapsoidea     |
|  |                                           |

|  | Percnidae - Grapsoidea   |
|  |                          |
|  | Mictyridae - Ocypodoidea |
|  |                          |

|  | \| \| Dotillidae - Ocypodoidea \| \| \| \| \| \| Xenophthalmidae - Ocypodoidea \| \| \| \| |
|  |                                                                                            |
|  | Camptandriidae - Ocypodoidea                                                               |
|  |                                                                                            |
|  | Dotillidae - Ocypodoidea                                                                   |
|  |                                                                                            |
|  | Xenophthalmidae - Ocypodoidea                                                              |
|  |                                                                                            |

|  | Dotillidae - Ocypodoidea      |
|  |                               |
|  | Xenophthalmidae - Ocypodoidea |
|  |                               |

|  | Glyptograpsidae - Grapsoidea |
|  |                              |
|  | Heloeciidae - Ocypodoidea    |
|  |                              |

|  | Pinnotheridae - Pinnotheroidea |
|  |                                |
|  | Ocypodidae - Ocypodoidea       |
|  |                                |

|  | Glyptograpsidae - Grapsoidea |
|  |                              |
|  | Heloeciidae - Ocypodoidea    |
|  |                              |

|  | Pinnotheridae - Pinnotheroidea |
|  |                                |
|  | Ocypodidae - Ocypodoidea       |
|  |                                |

|  | Glyptograpsidae - Grapsoidea |
|  |                              |
|  | Heloeciidae - Ocypodoidea    |
|  |                              |

|  | Pinnotheridae - Pinnotheroidea |
|  |                                |
|  | Ocypodidae - Ocypodoidea       |
|  |                                |

|  | Glyptograpsidae - Grapsoidea |
|  |                              |
|  | Heloeciidae - Ocypodoidea    |
|  |                              |

|  | Pinnotheridae - Pinnotheroidea |
|  |                                |
|  | Ocypodidae - Ocypodoidea       |
|  |                                |

|  | \| \| Macrophthalmidae (Hemiplax) - Ocypodoidea \| \| \| \| \| \| Varunidae (Austrohelice) - Grapsoidea \| \| \| \| |
|  | |
|  | Varunidae - Grapsoidea                                                                                              |
|  | |
|  | Macrophthalmidae (Hemiplax) - Ocypodoidea                                                                           |
|  | |
|  | Varunidae (Austrohelice) - Grapsoidea                                                                               |
|  | |

|  | Macrophthalmidae (Hemiplax) - Ocypodoidea |
|  |                                           |
|  | Varunidae (Austrohelice) - Grapsoidea     |
|  |                                           |

|  | \| \| Macrophthalmidae (Hemiplax) - Ocypodoidea \| \| \| \| \| \| Varunidae (Austrohelice) - Grapsoidea \| \| \| \| |
|  | |
|  | Varunidae - Grapsoidea                                                                                              |
|  | |
|  | Macrophthalmidae (Hemiplax) - Ocypodoidea                                                                           |
|  | |
|  | Varunidae (Austrohelice) - Grapsoidea                                                                               |
|  | |

|  | Macrophthalmidae (Hemiplax) - Ocypodoidea |
|  |                                           |
|  | Varunidae (Austrohelice) - Grapsoidea     |
|  |                                           |

|  | Percnidae - Grapsoidea   |
|  |                          |
|  | Mictyridae - Ocypodoidea |
|  |                          |

|  | \| \| Dotillidae - Ocypodoidea \| \| \| \| \| \| Xenophthalmidae - Ocypodoidea \| \| \| \| |
|  |                                                                                            |
|  | Camptandriidae - Ocypodoidea                                                               |
|  |                                                                                            |
|  | Dotillidae - Ocypodoidea                                                                   |
|  |                                                                                            |
|  | Xenophthalmidae - Ocypodoidea                                                              |
|  |                                                                                            |

|  | Dotillidae - Ocypodoidea      |
|  |                               |
|  | Xenophthalmidae - Ocypodoidea |
|  |                               |

## Hình ảnh

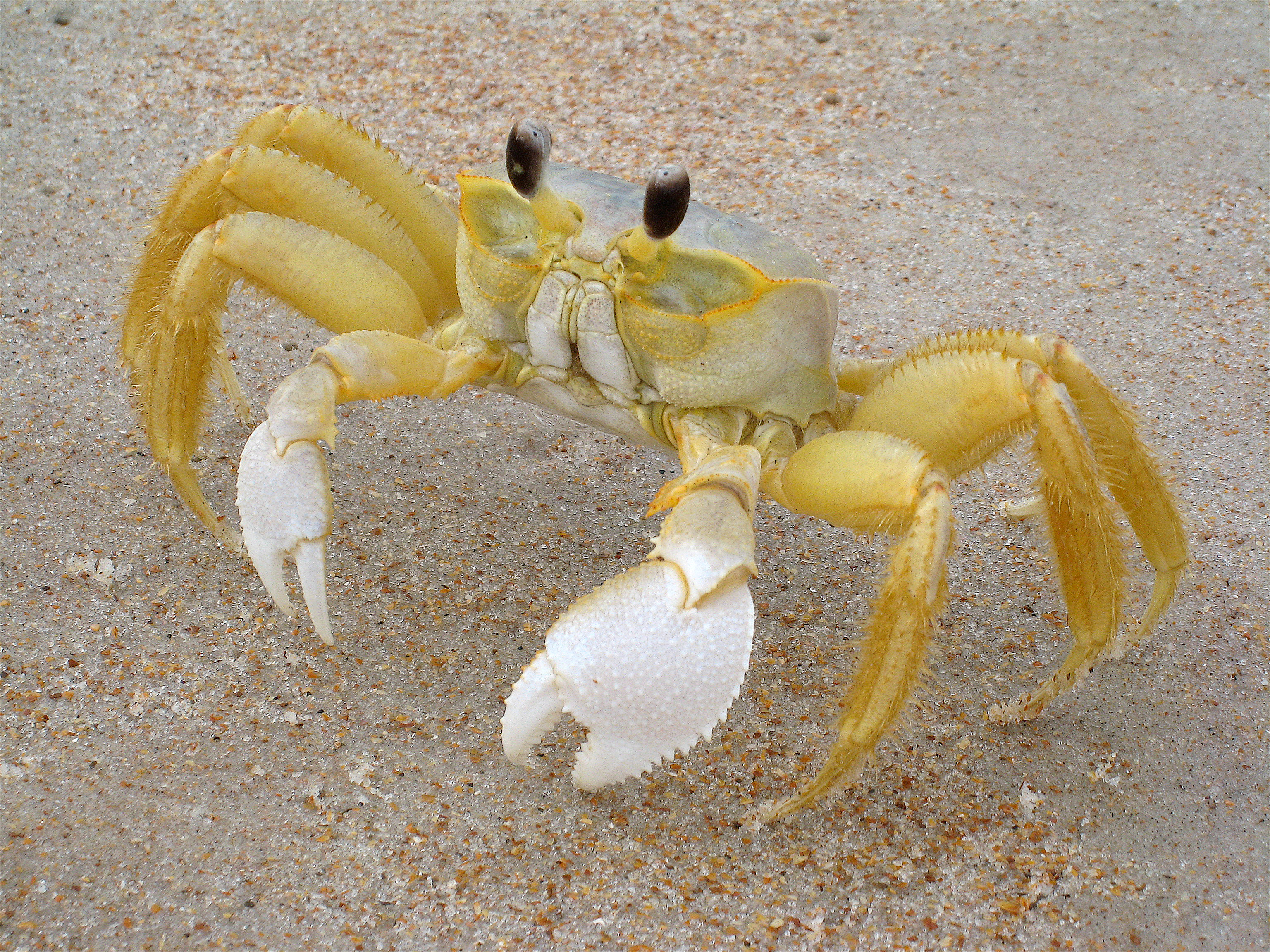
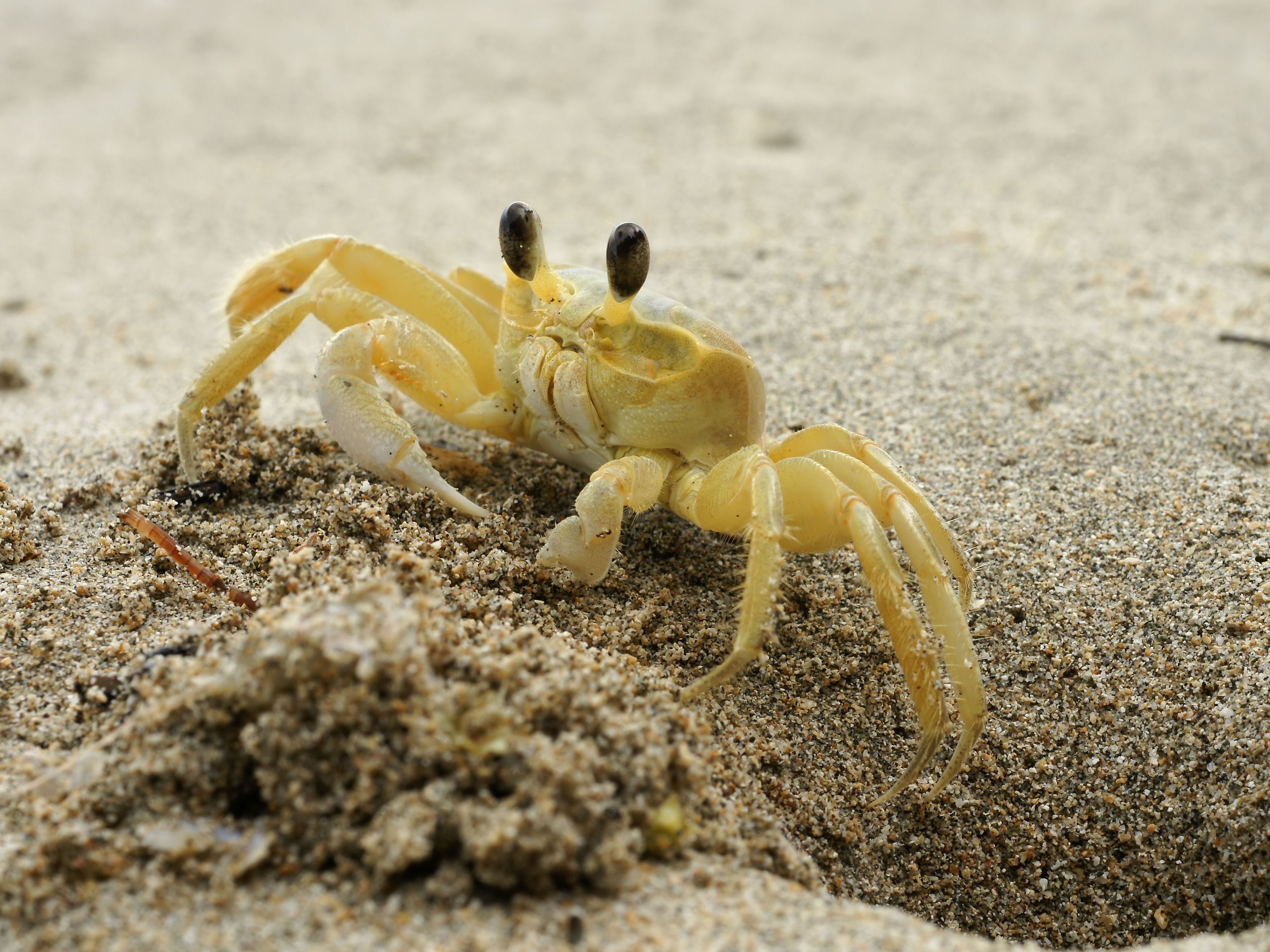